# 国際観光振興機構
独立行政法人国際観光振興機構（こくさいかんこうしんこうきこう、英: Japan National Tourism Organization、略称: JNTO）は、日本の国土交通省（観光庁）所管の独立行政法人。通称、日本政府観光局（にほんせいふかんこうきょく）。

## 概要
- 所在：東京都新宿区四谷4-4-1
- 理事長：蒲生篤実（2023年〜）

## 沿革
- 1893年 - 日本初の外客誘致斡旋機関、喜賓会設立[5]
- 1952年 - 米国のニューヨークに海外初のJNTO事務所を開設。
- 1959年4月1日 - 日本観光協会（特殊法人）発足。初代会長足立正。
- 1964年4月1日 - 国際観光振興会（特殊法人）に改組。
- 2003年10月1日 - 特殊法人改革により、国際観光振興会が解散し、その一切の権利及び義務を独立行政法人国際観光振興機構が引き継ぐ。
- 2024年3月4日 - JNTOがスウェーデンのストックホルムに事務所を開設。日本と北欧の関係を深く結びたい目標だという。他の北欧の国々やバルト三国もストックホルムが担当する[6]。

## 目的
海外における観光宣伝、外国人観光旅客に対する観光案内その他外国人観光旅客の来訪の促進に必要な業務を効率的に行うことにより、国際観光の振興を図る。（国際観光振興機構法第3条）
- ビジョン：私たちは、日本のインバウンド旅行市場を拡大する政府観光局として、国民経済の発展、地域の活性化、国際的な相互理解の促進、日本のブランド力向上を実現することにより、未来の日本をより豊かに、元気に、明るくすることを目指します。
- ミッション：私たちは、国内外の関係者と連携し、公正性・透明性を保ちながら、日本のインバウンド旅行市場を拡大する中核的な存在として、４つの役割を果たします。

## 主な事業活動
- 外国人観光旅客の来訪促進
- 外国人観光旅客の受入対策
- 通訳案内士試験の実施に関する事務代行
- 国際観光に関する調査及び研究
- 国際観光に関する出版物の刊行
- 国際会議などの誘致促進、開催の円滑化

## 歴代理事長
- 向山秀昭（2003年[7] - 2004年[8]）
- 中村稔（2004年[8] - 2007年）
- 間宮忠敏（2007年 - 2011年）
- 松山良一（2011年[9] - 2018年）
- 清野智（2018年 - 2023年)
- 蒲生篤実（2023年[10] -)

## 海外事務所
JNTOは世界中に26の事務所を持っている。海外事務所では、国内外の旅行に関する最新情報の提供、メディアでの宣伝やジャーナリストとの協力、旅行フェアや展示会への参加、現地旅行業界のツアー開発支援、観光関連の調査などを行っている。
| 海外事務所                                                                    | 担当地域 |
| ----------------------------------------------------------------------------- | --- |
| アジアとオセアニア                                                            | |
| シドニー                                                                      | オセアニア |
| 北京                                                                          | 北と西中国、モンゴル |
| 香港                                                                          | 香港、マカオ、台湾 |
| 広州                                                                          | 南中国 |
| 成都                                                                          | 中央中国 |
| 上海                                                                          | 東中国 |
| ソウル                                                                        | 韓国、北朝鮮 |
| ジャカルタ                                                                    | インドネシア |
| デリー                                                                        | インド、ネパール、ブータン |
| クアラルンプール                                                              | マレーシア、ブルネイ |
| シンガポール                                                                  | シンガポール、スリランカ、パキスタン、バングラデシュ、東ティモール、モルディブ |
| マニラ                                                                        | フィリピン |
| バンコク                                                                      | タイ、カンボジア、ミャンマー、ラオス |
| ハノイ                                                                        | ベトナム |
| 北南米                                                                        | |
| ニューヨーク                                                                  | 東米国、カリブ海、ブラジル |
| ロサンゼルス                                                                  | 西米国、アラスカ、ハワイ |
| メキシコシティ                                                                | メキシコ、中米、南米（ブラジルを除く） |
| トロント                                                                      | カナダ |
| ヨーロッパ、中東、アフリカ                                                    | |
| パリ                                                                          | フランス、アンドラ、ベルギー、モナコ、ルクセンブルク、フランス語を話すスイス地域、フランス語を話すアフリカ地域                                                                                             |
| フランクフルト                                                                | ドイツ、オーストリア、北マケドニア、クロアチア、スロバキア、セルビア、スロベニア、チェコ、ハンガリー、ブルガリア、ポーランド、ボスニア・ヘルツェゴビナ、モンテネグロ、ルーマニア、ドイツ語を話すスイス地域 |
| ローマ                                                                        | イタリア、アルバニア、ギリシャ、サンマリノ、バチカン、マルタ |
| ストックホルム                                                                | スウェーデン、アイスランド、エストニア、デンマーク、ノルウェー、フィンランド、ラトビア、リトアニア |
| マドリード                                                                    | スペイン、ポルトガル、スペイン語とポルトガル語を話すアフリカ地域 |
| ロンドン                                                                      | イギリス、アイルランド、イスラエル、オランダ、キプロス、コソボ、リヒテンシュタイン、英語を話すアフリカと中東地域                                                                                           |
| モスクワ （ロシアは現在停止されており、他の国々は現在ロンドンで開催されてる） | ロシア、アゼルバイジャン、アルメニア、ウクライナ、グルジア、中央アジア、ベラルーシ、モルドバ |
| ドバイ                                                                        | アラブ首長国連邦、アフガニスタン、イラン、北アフリカ、サウジアラビア、中東（イスラエルを除く）、トルコ |